# Xã Pike, Quận Lyon, Kansas
Xã Pike (tiếng Anh: Pike Township) là một xã thuộc quận Lyon, tiểu bang Kansas, Hoa Kỳ. Năm 2010, dân số của xã này là 1.034 người.